# NHL on ESPN
Las transmisiones de los juegos de la National Hockey League (NHL) producidas por ESPN se han mostrado en sus diversas plataformas en los Estados Unidos, incluidas la propia ESPN, ABC, ESPN 2, ESPN+, ESPNEWS, ESPNU, Hulu y Disney+. Desde 2021, los encuentros se han transmitido bajo la marca ESPN Hockey Night, mientras que los de ESPN+ han utilizado la marca ESPN+ Hockey Night.
ESPN televisó por primera vez los partidos de la NHL en la temporada 1979–80, inicialmente mediante la subcontratación de derechos de franquicias individuales. Después de que la NHL pasó a tener solo un titular de derechos exclusivo, ESPN adquirió los derechos de transmisión nacional de la NHL en 1985 para reemplazar a USA Network (que anteriormente había transmitido los juegos de la NHL en paralelo con ESPN). ESPN perdió los derechos de SportsChannel America en 1988.
ESPN recuperó los derechos televisivos de la NHL en EE. UU. desde 1992 hasta la temporada 1999-2000, con la cobertura marcada bajo el título general ESPN National Hockey Night. ESPN también poseía un paquete de transmisiones en televisión abierta mediante ABC (cadena hermana a través de la empresa matriz de ESPN, The Walt Disney Company) bajo la marca NHL on ABC hasta 1994, cuando la NHL vendió un paquete de transmisión de televisión a Fox Sports. En 1999, ESPN renovó su contrato hasta la temporada 2004-05 de la NHL, y ABC regresó como titular de los derechos de emisión gratuita para reemplazar a Fox.
La temporada 2004-05 se canceló debido al cierre patronal de la Asociación de Jugadores de la NHL. ESPN había llegado a un acuerdo de dos años para servir como titular de los derechos de cable en una capacidad reducida a partir de la temporada 2005-06 (con un paquete más pequeño de juegos de temporada regular y cobertura de playoffs principalmente en ESPN2, y los primeros dos partidos de las finales de la Copa Stanley), junto con el nuevo propietario de los derechos de transmisión, NBC. Después del cierre patronal, ESPN rescindió el contrato. En cambio, los derechos fueron adquiridos por Comcast, y las transmisiones se trasladaron a Versus (más tarde rebautizado como NBCSN); este tenía los derechos de cable (que luego se unificaron con los derechos de emisión gratuita de NBC después de la compra de NBC Universal por parte de Comcast) durante la temporada 2020-21.
El 10 de marzo de 2021, la NHL anunció que regresaría a los canales de ESPN bajo un contrato de siete años a partir de la temporada 2021-22. El servicio de streaming por suscripción de ESPN, ESPN+, brinda la mayor parte de la cobertura de la NHL de la temporada regular de la cadena, ya que ofrece un paquete de juegos nacionales exclusivos y posee los derechos de transmisión de todos los partidos fuera del mercado (reemplazando el servicio NHL.tv). ESPN también transmite un paquete de encuentros. ESPN y ESPN2 comparten la cobertura de los playoffs de la Copa Stanley con TNT y TBS, que también incluyen los derechos exclusivos de las Finales de la Copa Stanley para ABC en años pares.

## Historia

### Primeros años: 1979-1982 y 1985-1988
ESPN cubrió inicialmente la NHL durante las temporadas 1979-80, 1980-81 y 1981-82 haciendo tratos con equipos individuales. Esto incluyó once transmisiones en casa de los Hartford Whalers en la temporada 1980-1981 y 25 al año siguiente. Nombradas como ESPN Hockey, Sam Rosen, Barry Landers y Joe Boyle fueron contratados como narradores. Pete Stemkowski fue el comentarista principal. Mientras tanto, ESPN usó «Hot Lunch Jam» de Irene Cara para su tema musical. Durante la primera ronda de los playoffs de 1982, ESPN transmitió el Juego 4 de la serie entre los New York Islanders y los Pittsburgh Penguins y el Partido 2 de la serie entre Minnesota North Stars y Chicago Black Hawks con Sam Rosen y Pete Stemkowski relatando y comentando respectivamente. La temporada anterior, Rosen y Stemkowski estuvieron en los Juegos 3 y 4 de la serie de playoffs entre St. Louis Blues y Pittsburgh Penguins.
Durante este tiempo, USA también transmitió juegos de la National Hockey League. Para evitar la sobreexposición, la NHL decidió otorgar derechos exclusivos a una sola cadena. En abril de 1982, EE. UU. superó la oferta de ESPN por el paquete de cable de televisión nacional estadounidense de la NHL ($8 millones de dólares estadounidenses por dos años). En 1984, la NHL le pidió a ESPN una oferta, pero luego le dio a USA el derecho a igualarla, lo cual hizo.
Después de la temporada 1984-85, la Junta de Gobernadores de la NHL decidió que USA Network y ESPN presentaran ofertas selladas. ESPN ganó al ofertar casi $25 millones de dólares por tres años, aproximadamente el doble de lo que había estado pagando USA. El contrato requería que ESPN transmitiera hasta 33 partidos de temporada regular cada temporada, así como el Juego de Estrellas de la NHL y los playoffs de la Copa Stanley. La cadena eligió a Dan Kelly y Sam Rosen para que fueran los primeros locutores de la cadena, Mickey Redmond y Brad Park fueron seleccionados para ser los analistas, y Tom Mees y Jim Kelly fueron elegidos para servir como presentadores de estudio. ESPN designó los domingos como ESPN Hockey Night in America, pero también hizo transmisiones selectas entre semana. ESPN emitió su primer encuentro, un enfrentamiento de la noche inaugural entre los Washington Capitals y los New York Rangers, el 10 de octubre de 1985.
Al final de la temporada 1987-88, ESPN perdió los derechos de transmisión de la NHL frente a SportsChannel America, que pagó $51 millones de dólares  ($17 millones por año) durante tres años, más del doble de lo que había pagado ESPN ($24 millones de dólares) durante los tres años anteriores. SportsChannel America logró obtener una cuarta temporada de la NHL por solo $5 millones.
SportsChannel America solo estaba disponible en algunos mercados importantes (notoriamente ausente, aunque estaba en Detroit, Pittsburgh y St. Louis) y llegó solo a 1/3 de los hogares que ESPN hizo en ese momento. En el primer año del acuerdo (1988-89), SportsChannel America estaba disponible en solo 7 millones de hogares, en comparación con el alcance de 50 millones de ESPN. Para la temporada 1991–92, ESPN estaba disponible en 60,5 millones de hogares, mientras que SportsChannel America solo alcanzaba los 25 millones.

### Segundo regreso a la participación de ESPN y ABC: 1992-1999
Cuando finalizó el acuerdo con SportsChannel en 1992, la liga volvió a ESPN bajo un acuerdo de 80 millones de dólares durante cinco años.
Hasta la temporada 2001-02 de la NHL, los juegos semanales de la temporada regular se transmitían los domingos (entre las temporadas de béisbol y NFL), los miércoles y los viernes, y se titularon Sunday/Wednesday/Friday Night Hockey. Antes de 1999, estas transmisiones por televisión no eran exclusivas, lo que significa que se bloqueaban en las regiones de los equipos que competían y se mostraba un encuentro alternativo en estas áreas afectadas. Durante los playoffs de la Copa Stanley, ESPN y ESPN2 brindaron cobertura casi todas las noches, a menudo transmitiendo partidos en ambos canales al mismo tiempo. Los juegos en las dos primeras rondas no fueron exclusivos, mientras que las emisiones por televisión de las Finales de Conferencia y las finales si lo fueron (excepto en 1993 y 1994). A partir de la temporada 1993-94, también se mostraron hasta cinco partidos por semana en ESPN 2, con la marca ESPN2 NHL Fire on Ice.
La cadena de televisión hermana ABC también emitió encuentros de la NHL durante las dos primeras temporadas del contrato, en las primeras transmisiones de televisión gratuita de la liga desde el contrato anterior de NBC en la década de 1970. En la primera temporada, este incluyó juegos seleccionados de playoffs y luego se amplió para incluir un paquete de partidos de temporada regular en la segunda temporada. Estas transmisiones fueron producidas por ESPN y fueron consideradas oficialmente como compras de tiempo en ABC por ESPN Inc. Este arreglo terminó en la temporada 1994-95, cuando la NHL firmó un nuevo contrato con Fox como su socio de transmisión.

### Últimos años, incluida ABC a tiempo completo: 1999-2004
En 1998, ESPN renovó su contrato hasta 2004 por 600 millones de dólares, comenzando en la temporada 1999-2000. Según el nuevo contrato, a ESPN se le permitieron dos transmisiones exclusivas por equipo por temporada, mientras que ABC también regresaría como titular de los derechos de emisión de televisión gratuita para reemplazar a Fox.
Los términos del acuerdo de ESPN incluían: hasta 200 juegos al año divididos entre ESPN y ESPN 2, el All-Star Skills Challenge, la mayor parte de los Playoffs de la Copa Stanley y los primeros dos partidos de las Finales de la Copa Stanley, mientras que los términos de ABC incluían: derechos al NHL All-Star Game, 4 a 5 semanas de acción de la temporada regular, con tres encuentros a la semana, 6 fines de semana de acción de Playoffs de la Copa Stanley y el resto de las Finales de la Copa Stanley.
A partir de la temporada 1999-2000, a ESPN se le permitió dos transmisiones exclusivas de cada equipo por temporada. Cuando ESPN comenzó a transmitir los partidos de la NBA los miércoles y viernes por la noche en 2002, las emisiones semanales de hockey se trasladaron a los jueves y se cambiaron el nombre a Thursday Night Hockey.
Después de la temporada 2003-04, ESPN solo estaba dispuesto a renovar su contrato por dos años adicionales a $60 millones de dólares por año. ABC se negó a televisar las Finales de la Copa Stanley en horario de máxima audiencia, lo que sugirió que los juegos de las Finales se transmitirían los fines de semana por la tarde (incluido un posible Juego 7). Los ejecutivos de Disney admitieron más tarde que pagaron de más por el acuerdo de 1999-2004, por lo que la oferta de la empresa para renovar los derechos de transmisión fue menor en 2004.

### Mudanza a NBC y OLN: 2005-2021
Antes del cierre patronal de 2004-05, la NHL había llegado a dos acuerdos separados con NBC (que reemplazaría a ABC como socio de televisión de transmisión nacional estadounidense de la NHL) e ESPN. ESPN ofreció a la NHL $60 millones de dólares por unos 40 juegos (solo quince de los cuales serían durante la temporada regular), todos en ESPN2, presumiblemente con solo algunos encuentros de playoffs a mitad de semana, los dos primeros partidos de las Finales de la Copa Stanley y el All-Star Game transmitido por ESPN.
En agosto de 2005 Comcast (propietario de los Philadelphia Flyers) pagó $70 millones de dólares al año durante tres años para mostrar juegos (54 o más encuentros cada temporada bajo el acuerdo, generalmente los lunes y los martes por la noche) en OLN, más tarde conocido como Versus. Debido a la temporada baja abreviada, el calendario 2005-06 no ofreció la exclusividad de OLN, que recibieron en la 2006-07. Versus también cubriría los playoffs y transmitiría exclusivamente los partidos 1 y 2 de las Finales de la Copa Stanley.
NBC continuó sirviendo como socio de transmisión gratuita nacional a largo plazo de la NHL hasta la temporada 2020-21; los derechos de emisión gratuita y cable se unificaron en la temporada 2011-12 luego de la compra de NBC por parte de Comcast y la fusión de Versus en NBC Sports como NBC Sports Network.

### Participación de ESPN+: 2018-presente
Después de su lanzamiento en 2018, el servicio de streaming por suscripción de ESPN, ESPN+, agregó un programa de estudio de la NHL, un juego diario gratuito de la temporada regular cortesía de NHL.TV (que es operado por la subsidiaria de Disney, BAMTech) y una serie documental de los Playoffs de la Copa Stanley (que reemplaza a una producida como parte de la franquicia All Access de Showtime). Como parte del acuerdo con NHL.TV, ESPN+ creó un programa de hockey nocturno, In the Crease, presentado por Linda Cohn y Barry Melrose.

### Tercer regreso a ESPN y ABC: 2021-presente
En los años previos al final del último contrato de NBC con la NHL, la liga exploró opciones para dividir sus derechos de transmisión nacional, de manera similar a los acuerdos televisivos de la NFL, la NBA y la MLB. Esto incluyó la venta de paquetes a servicios de streaming, con el objetivo de maximizar el valor de sus derechos de transmisión. El 10 de marzo de 2021, Disney, ESPN y la NHL anunciaron que se llegó a un acuerdo de siete años para que ESPN mantenga la primera mitad de sus nuevos derechos de emisión a partir de la temporada 2021-22 bajo los siguientes términos:
- ESPN tendrá los derechos de al menos 25 juegos nacionales exclusivos por temporada, que pueden transmitirse en ESPN, ESPN2 o ABC, incluidos los derechos exclusivos para los encuentros nocturnos de apertura. Los partidos de ABC se transmiten en ESPN+.[71]
- 75 juegos nacionales exclusivos por temporada se transmitirán exclusivamente en ESPN+ y no se emitirán por televisión lineal.[72] Estos partidos también estarán disponibles para los sucriptores de Hulu e igualmente comenzaron a transmitirse a través de Disney+ el 5 de diciembre de 2024.[71][73][74]
- ESPN+ transmitirá todos los encuentros fuera del mercado, así como versiones bajo demanda de todos los juegos televisados a nivel nacional.[75]
- ESPN tendrá los derechos del All-Star Weekend, con la Skills Competition transmitida por ESPN y el All-Star Game por ABC.
- ESPN tendrá los derechos del NHL Entry Draft.
- ESPN, ESPN2 y ABC compartirán la cobertura de los playoffs de la Copa Stanley y tendrán los derechos de "la mitad" de los partidos en las dos primeras rondas y una final de conferencia por temporada. ESPN/ABC tendrá la primera opción de qué serie final de conferencia transmitir. La mitad restante se emitirá por TNT y TBS.[76][77]
- Los derechos exclusivos de las Finales de la Copa Stanley se alternarán entre ABC y TNT;[76][77] ESPN podrá hacer emisiones simultáneas con transmisiones alternativas en sus otros canales y plataformas.
- ESPN 2 transmite un programa de estudio semanal dedicado a la NHL llamado The Point (presentado por John Buccigross),[78] además ESPN mostrará varios highlights y tendrá los derechos internacionales de la NHL.

## Transmisiones alternativas
Desde el comienzo del actual contrato de la NHL de ESPN, la cadena ha presentado ocasionalmente transmisiones alternativas de partidos en ESPN+, incluido «Star Watch» (que mostraba ángulos de cámara enfocados en jugadores estrella específicos), «IceCast» (que presentaba un ángulo de cámara más alto y estadísticas en pantalla), y «All-12» (un ángulo de cámara alternativo de todo el hielo durante el juego de la Stadiums Series de la NHL de 2023, inspirado en las transmisiones «All-12» de ESPN para el fútbol americano universitario). En un enfoque similar al disco luminoso de FoxTrax de los años 90, ESPN produjo una transmisión alternativa de identificación visual «Puck Possessor» para encuentros selectos de ABC. Esta emisión, que toma la señal principal y se centra en quién tiene el disco durante los juegos, se transmite en ESPN+, junto con la transmisión tradicional de ABC.
El 14 de marzo de 2023, ESPN presentó una transmisión alternativa orientada a la audiencia joven del juego Washington Capitals–New York Rangers de esa noche, conocido como NHL Big City Greens Classic, siendo mostrada en Disney Channel, Disney XD, Disney+ e ESPN+; La transmisión aprovechó el sistema de seguimiento de jugadores y discos de la liga para generar una perspectiva animada en 3D en tiempo real del encuentro basada en la serie animada de Disney Channel Big City Greens.
El 24 de octubre de 2023, ESPN+ e ESPN2 emitieron Frozen Frenzy, una transmisión en vivo (similar a NFL RedZone) que incluía vistas en vivo de todos los juegos que se desarrollaban esa noche. Los 32 equipos de la NHL jugaron partidos esa noche, y todos los encuentros tuvieron horarios de inicio escalonados formando una triple cartelera en ESPN.
ESPN trajo de vuelta el NHL Big City Greens Classic para la transmisión del 9 de marzo de 2024 del partido Pittsburgh Penguins-Boston Bruins de ese día, siendo esta la segunda mitad de una doble jornada de ABC Hockey Saturday. Al igual que el partido Capitals-Rangers del año pasado, esta emisión se mostró simultáneamente en Disney Channel, Disney XD, Disney+ e ESPN+, y presentó la misma perspectiva animada en 3D en tiempo real basada en Big City Greens.